# Service national des statistiques agricoles

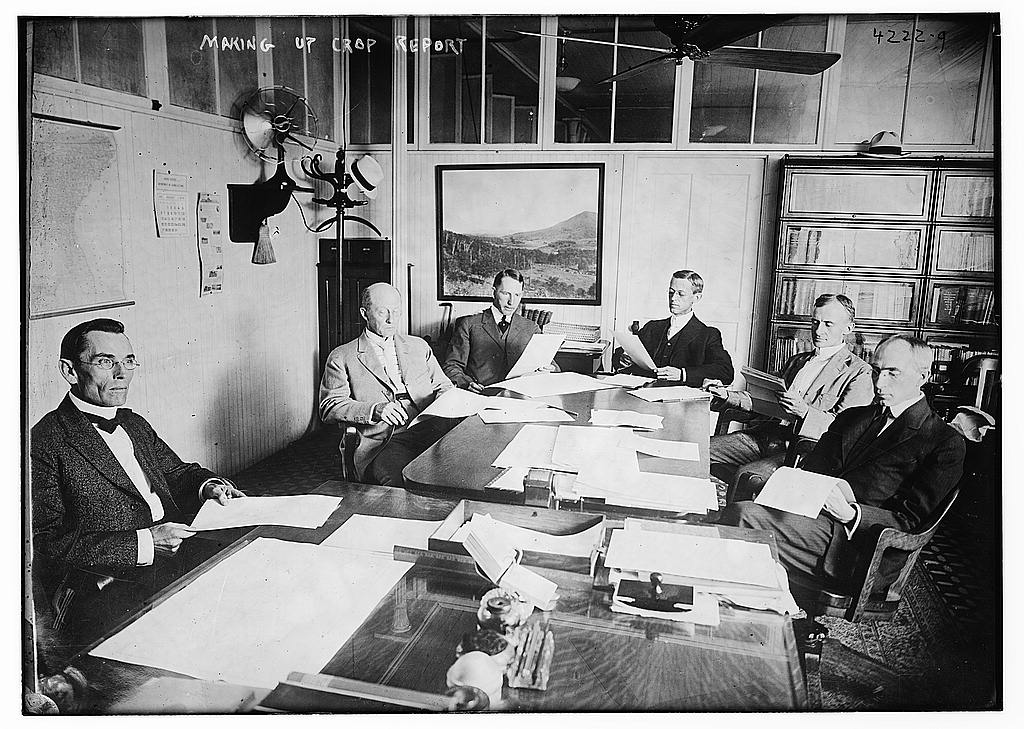
La compilation du rapport sur les cultures en 1917

Le Service national des statistiques agricoles (en anglais : National Agricultural Statistics Service, NASS) est la branche statistique de la direction générale du département de l'Agriculture des États-Unis.